# Visnú Sharma

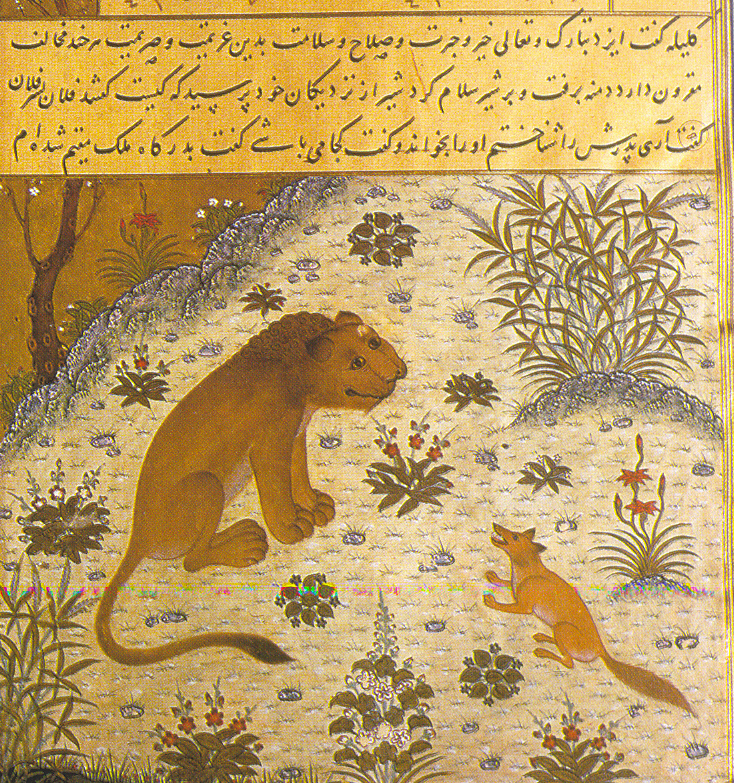
Una página del Kelileh o Demneh (Herat, 1429), traducción persa del Panchatantra derivada de la versión en árabe Kalila wa Dimna. Representa al chacal visir Dimna tratando de manipular al rey león para que declare una guerra.

Visnu Sharma (entre el siglo III a. C. y el III d. C.) fue un escritor indio que se cree que compuso la colección de fábulas Panchatantra.
- viṣṇuśarman, en el sistema AITS (alfabeto internacional para la transliteración del sánscrito).
- विष्णुशर्मन्, en escritura devanagari del sánscrito.
- Pronunciación: /víshnu shárman/ (Visnu se pronuncia grave, a pesar de que cuando esta palabra se encuentra sola se pronuncia aguda).[2]
- Etimología: Visnú (‘omnipenetrante’) es uno de los dioses más importantes del hinduismo, y sharma: ‘refugio, casa’.[2]

El período exacto de composición del Panchatantra es incierto. Las estimaciones varían entre el 1200 a. C. y el 300 d. C.
Algunos escritores lo ubican hacia el siglo III a. C.
Visnú Sharma es uno de los autores más traducidos de la historia secular.
En el 570, Borzuia tradujo el Panchatantra al pelvi y en el 750, el erudito persa Abdullah Ibn al-Muqaffa lo tradujo al árabe como Kalilah wa Dimna.
En Bagdad (Irak), la traducción que encargó el califa abasí Al-Mansur se afirmaba que estaba en segundo lugar en popularidad después del Corán.
Ya en el siglo XI esta obra llegó a Europa, y antes del 1600 había sido traducida al griego, latín, español, italiano, alemán, inglés, antiguo eslavo, checo, y tal vez otros idiomas eslavos. Se extendió desde Java a Islandia.
En Francia, al menos once cuentos del Panchatantra se incluyen en la obra de La Fontaine.

## Leyenda
La introducción de esta antigua obra india identifica a Visnu Sharma como narrador del texto. Como no hay ninguna evidencia independiente de él, «es imposible decir si fue el autor histórico o si él mismo es una invención literaria».
A partir del análisis de las diversas recensiones (versiones del texto) indias y de las características geográficas y de los animales que se describen en las historias, varios estudiosos han sugerido que su lugar de composición podría ser Cachemira.
De acuerdo con sir Arthur Rider, las historias del Panchatantra fueron escritas por el pandit cachemiro Vishnu Sharma.
La introducción narra la historia de cómo Vishnu Sharma supuestamente creó el Panchatantra. Había un rey llamado Amara Shakti, que gobernaba un reino que posiblemente se encontraba en el sur de la India.
La capital de su reino era una ciudad llamada Mahilaropya, cuya ubicación se desconoce.
Amarshakti rey tenía tres hijos llamados Bahushakti, Ugrashakti y Anantshakti. Aunque el rey era un erudito, sus hijos eran tontos.
El rey estaba desalentado al ver que sus tres príncipes eran incapaces de aprender a reinar, y se acercó a sus ministros y les pidió consejo. Le dieron varios consejos contradictorios, pero las palabras de uno de ellos, llamado Sumati (inteligente), le pareció sensato.
Le dijo que las ciencias, la política y la diplomacia son disciplinas ilimitadas que llevaría toda una vida dominar. En lugar de enseñar los textos de las Escrituras a los príncipes, de alguna manera se les debería enseñar la sabiduría inherente en ellos, y el anciano erudito Vishnu Sharma era la persona adecuada para hacerlo.
Vishnu Sharma fue invitado a la corte, y el rey le ofreció un centenar de tierras si podía enseñar a los príncipes.
Vishnu Sharma rechazó el premio prometido, diciendo que él no vendería su conocimiento por dinero, pero aceptó la tarea de volver sabios a los príncipes en los caminos de la política y el liderazgo dentro de los seis meses. Vishnu Sharma sabía que nunca podría instruir a los estudiantes a través de estos medios convencionales. Tuvo que emplear una manera menos ortodoxa: les contó una serie de fábulas de animales ―una conectada con la siguiente― y así les impartió la sabiduría que se requiere para tener éxito como gobernante.
Sus cinco discursos se convirtieron en el Panchatantra, es decir, los cinco (pancha) tratados (tantra).